# Jason Sasser
Jason Sasser, né le 13 janvier 1974 à Denton (Texas), aux États-Unis, est un joueur américain de basket-ball. Il évolue au poste d'ailier. Il est le frère du basketteur Jeryl Sasser.

## Palmarès
- 3e du championnat du monde 1998